# GM-94
Le GM-94 est un lance-grenades à pompe développé par le bureau d'études KBP pour être utilisé par les Spetsnaz et les forces armées russes.

## Description
Le GM-94 est une arme à courte portée, ce qui lui permet d'être utilisé dans des environnements urbains proches. Avec une distance de sécurité minimale de seulement 10 mètres, le GM-94 est bien adapté aux combats rapprochés de combat urbain. Sa conception et son fonctionnement simples lui permettent de fonctionner dans des environnements poussiéreux et sales et même après avoir été immergé dans l'eau.
Le lanceur est capable de tirer la grenade VGM-93.900 à fragmentation, hautement explosive, la VGM-93.100 thermobarique, la VGM-93.300 fumée et la VGM-93.200 cartouches de gaz lacrymogène, la VGM-93.600 balles en caoutchouc et d'autres charges utiles non létales.
La grenade thermobarique VGM-93.100 contient environ 160 grammes de charge explosive. Elle peut pénétrer jusqu'à 8 mm d'acier doux ou de mur intérieur, tout en produisant une fragmentation primaire minimale,.
En juin 2005, le GM-94 avec des munitions thermobariques VGM-93.100 a été adopté par le ministère russe de l'Intérieur. En octobre 2007, les Forces armées russes ont adopté un nouveau lanceur désigné LPO-97 développé au sein du KBP Instrument Design Bureau sur la base du GM-94 avec une grenade thermobarique, en 2008 le GM-94 adopté pour les branches du Service fédéral de sécurité,.

## Utilisations
Bien que le lanceur ait été destiné à être utilisé par les forces de sécurité russes, le GM-94 a été repéré aussi loin que le Kazakhstan et la Libye.
De nombreuses images de la guerre Russo-Ukrainienne de 2022 montrant des soldats russes utilisant le GM-94 sont apparus.
Des vidéos montrent des soldats Russes se servir du GM-94 lors de la bataille de l'aéroport d'Hostomel.
Les forces russes auraient tiré la version gaz lacrymogène des cartouches sur des manifestants en Ukraine.
Une vidéo du 11 avril 2022 des forces spéciales de la République populaire de Donetsk montre ces derniers utiliser le GM-94 pour abattre un groupe des soldats des Forces armées ukrainiennes pendant une opération nocturne.
Une vidéo du 28 mai 2022 montre un soldat Russe utiliser le GM-94 lors d'un combat urbain dans l'hôtel Mir à Sievierodonetsk.

## Utilisateurs
- Belarus[11]
- Kazakhstan[7]
- Libya[7]
- Mongolia[réf. nécessaire]
- Russie
- Ukraine[12]